# Siebenhirten
Siebenhirten – jedna ze stacji metra w Wiedniu na Linia U6. Została otwarta 15 kwietnia 1995. 
Znajduje się w 23. dzielnicy Wiednia, Liesing. Została zbudowana na wysokim wiadukcie i jest wschodnim krańcem linii U6. Stacja znajduje się powyżej Ketzergasse, pomiędzy Dr.-Hanswenzel-Gasse i Porschestraße, niedaleko granicy Wiednia. Na zachód od stacji znajduje się strefa przemysłowa Liesing, a na wschód osiedle Wienerflur.